# خفاش طويل الساقين
خفاش طويل الساقين (الاسم العلمي: Macrophyllum macrophyllum)، نوع خفافيش من أمريكا الجنوبية والوسطى ينتمي إلى فصيلة خفاش الأنف الورقي.  كل من الذكور والإناث من هذا النوع صغير القد بشكل عام، حيث يبلغ طول جناحيه 80 مم ومتوسط وزنه يتراوح بين 6 و 9 جرامًا. وهو النوع الوحيد في جنسه (Macrophyllum).